# Campeonato Carioca de Futebol de 1932 (LMDT)
O Campeonato Carioca de Futebol de 1932 organizado pela Liga Metropolitana de Desportos Terrestres (LMDT) foi vencido pelo Boa Vista.
Desde a edição de 1925, a LMDT passou a ser formada apenas por clubes de pouca expressão. Embora esse campeonato seja formalmente estadual, a atual Federação de Futebol do Estado do Rio de Janeiro (FFERJ) não o lista na cronologia oficial do Campeonato Carioca – ao contrário dos vencedores dos torneios realizados pela LMDT, entre 1917 e 1924, que são reconhecidos pela FERJ como legítimos campeões cariocas.

## Participantes
- Sport Club Boa Vista (do Alto da Boa Vista)
- Sport Club Campinho (de Campinho)
- Curva do Mattoso Football Club* (de Campo Grande)
- Deodoro Athletico Club (de Deodoro)
- Esperança Football Club (de Santa Cruz)
- Magno Football Club (de Madureira)
- Oriente Atlético Clube (de Santa Cruz)
- Rio-São Paulo Football Club (de Madureira)
- Grêmio Sportivo Santa Cruz (de Santa Cruz)
- Sport Club São José (de Magalhães Bastos)
- Sudan Athletico Club (de Quintino Bocaiúva)
- Triângulo Azul Football Club (do Centro)
- Vasquinho Football Club (do Engenho de Dentro)

*Em homenagem ao povo de Campo Grande, a cuja localidade pertence, o Curva do Mattoso Football Club alterou a sua denominação para Club Sportivo Campo Grande.

## Premiação
| Campeonato Carioca de 1932 (LMDT) |
| Rio de Janeiro                    |
| --------------------------------- |
| BOA VISTA                         |